# Ejército Real de Dinamarca
El Ejército Real de Dinamarca es la rama que representa la fuerza de combate terrestre de las Fuerzas Armadas de Dinamarca. Tradicionalmente ha tenido un carácter orientado hacia el combate y preparación anti-invasión. Pero los últimos años ha sufrido una reestructuración total para orientarse hacia labores más activas en las que la participación en misiones internacionales ha sido de una gran ayuda.

## Historia
El Ejército Real de Dinamarca actual tiene una historia que puede remontarse hasta el siglo XVII, habiendo este surgido y manteniéndose con el único propósito declarado de mantener la soberanía nacional de Dinamarca.
El ejército danés estuvo muy influenciado por los sistemas militares de sus países vecinos como Suecia, Alemania o también por el Reino Unido. Países con los que estuvo aliado y enfrentado respectivamente durante los siglos XVIII y XIX.
En el siglo XIX, durante las guerras del Ducado de Schleswig, el mando danés se dividió de la figura del rey a cuatro comandantes, uno por zona militar, de la cual uno era el citado ducado. Es durante estas guerras donde los daneses demuestran un gran sentido en el combate ofensivo, que hasta la fecha había sido casi inexistente, pero es en estas guerras ofensivo-defensivas donde dan muestras de ello.

### Destinos recientes
El Ejército Real de Dinamarca comenzó a involuccrarse en las guerras internacionales de la ONU o de la OTAN desde las guerras yugoslavas, en la que participó en la notable Operación Bøllebank. El Ejército Real de Dinamarca también ha estado en la guerra de Kosovo y continúa hasta nuestros días para mantener las operaciones de mantenimiento de la paz en Kosovo como parte de la Misión de Administración Provisional de las Naciones Unidas en Kosovo (UNMIK).
El Ejército Real de Dinamarca participó en la guerra de Irak con un importante contingente de soldados responsables de la creación y el mantenimiento de la paz en la provincia de Basora, junto con los británicos.
El Ejército Real de Dinamarca también ha participado en la guerra en Afganistán. En los últimos años, el Ejército Real de Dinamarca y el Ejército británico han estado involucrados en fuertes enfrentamientos con los talibanes en la provincia de Helmand, donde cerca de 760 soldados daneses controlan un gran grupo de batalla. También el ejército danés se ha visto involucrado en controversias sobre el encubrimiento de las torturas a talibanes por parte de las fuerzas estadounidenses de la coalición.
El ejército danés retiró sus fuerzas de combate de Afganistán en mayo de 2014, finalizando así su presencia en los conflictos de oriente próximo.

## Estructura del Ejército Real de Dinamarca
La estructura del ejército danés ha variado desde el comienzo del año 2015. Actualmente el organismo superior es el Estado General del Ejército, del cual se van subdividiendo los siguientes organismos.
- Personal del Ejército, con base en Karup (Viborg)
  - División Danesa
  - 1.ª Brigada
  - 2.ª Brigada
  - Centros de servicios:
    - Centro de Apoyo de Combate y Fuego. (Oksbøl)
    - Regimiento de Ingenieros. (Skive)
    - Regimiento de Comunicaciones. (Fredericia)
    - Regimiento de Logística. (Aalborg)
    - Centro de Inteligencia del Ejército (Varde)

  - Academias
  - Otras unidades
    - Regimiento de Dragones de Jutlandia
    - Regimiento de Husares de la Guardia
    - Guardias de la Vida Real

  - Regiones de Defensa de la Guardia Local
    - Distrito Regional Oeste
    - Distrito Regional Este

## Empleos
En el Ejército Real de Dinamarca existen los siguientes empleos, de acuerdo con la clasificación de rangos de la OTAN, a la cual Dinamarca pertenece.

### Oficiales
| Código OTAN | OF-10    | OF-9                | OF-8             | OF-7                | OF-6               | OF-5    | OF-4             | OF-3       | OF-2    | OF-1            | OF-1     |
| ----------- | -------- | ------------------- | ---------------- | ------------------- | ------------------ | ------- | ---------------- | ---------- | ------- | --------------- | -------- |
| Dinamarca   | No Tiene | General             | Teniente General | General de División | General de Brigada | Coronel | Teniente Coronel | Comandante | Capitán | Teniente        | Alférez  |
| Dinamarca   |          | General de Ejército | Generalløjtnant  | Mayor General       | General de Brigada | Oberst  | Oberstløjtnant   | Mayor      | Kaptjan | Premierløjtnant | Løjtnant |

### Suboficiales y Tropa
| Código OTAN | OR-9        | OR-8          | OR-7        | OR-6     | OR-5    | OR-4     | OR-3                     | OR-2          | OR-1      |
| ----------- | ----------- | ------------- | ----------- | -------- | ------- | -------- | ------------------------ | ------------- | --------- |
| Dinamarca   |             |               |             | No Tiene |         |          |                          |               |           |
| Dinamarca   | Chefsergent | Seniorsergent | Oversergent |          | Sergent | Korporal | Overkonstabel af 1. grad | Overkonstabel | Konstabel |

### Alumnos y Aspirantes
| Código OTAN    | OF-D                 | Oficiales Cadetes |
| -------------- | -------------------- | ----------------- |
| Dinamarca      |                      |                   |
| Sekondløjtnant | Værnepligtig Sergent |                   |